# カンムリハワイミツスイ
カンムリハワイミツスイ（Palmeria dolei）は、アトリ科カンムリハワイミツスイ属に分類される鳥。ハワイミツスイの一種である。本種のみでカンムリハワイミツスイ属を構成する。

## 分布
アメリカ合衆国（マウイ島、モロカイ島＜絶滅？＞）固有種

## 形態
全長18センチメートル。嘴は細く、先端が尖る。額は白い。
オスは全身の羽衣が黒く、白い斑点が入る。眼の周囲や後頸の羽衣は橙色、腹部の羽衣は灰色の羽毛が生える。額の白色部が伸長して房状になり、和名の由来になっている。メスは全身の羽衣が黒や暗黄色で、白い斑点が点在する。翼には赤い斑点が入る。

## 生態
森林に生息する。
食性は植物食で、樹上にある花の蜜を食べる。

## 人間との関係
森林破壊と、病気を媒介する蚊の大量発生により生息数は激減している。マウイ島では1976-1983年における生息数は約3,800羽と推定されている。モロカイ島では1907年から観察例が無い。